# My will
〈My will〉(마이 윌, 일본어: マイウィル 마이위루[*])는 dream의 여섯 번째 싱글이다.

## 해설
NTV 계열 애니메이션 《이누야샤》의 제1기 닫는 곡이다. 오리콘 차트에서 첫 등장 6위를 획득했다. 또, 《이누야샤》의 마지막화 닫는 곡으로 2004년 9월 13일에 방송됐다. 
dream는 그 후 멤버 체인지를 거쳐서 현재 Dream으로 활약하고 있지만, 본작은 그룹 이름 변경 후의 싱글도 포함한 경우 최대의 매상을 기록하고 있다. 다만, 본작은 제1기 멤버가 전원 재적하고 있을 때의 작품이기 때문에 현재의 재적 멤버(Shizuka, Aya, Ami, Erie로 2002년 가입의 제2기 멤버 중 4명)는 본작에 관계가 없다. 현재의 재적 멤버가 수록에 참가하고 있지만 작품에서는 2015년 2월 11일 발매의 스물네 번째 싱글 「이렇게나」가 최대의 매상이 되고 있다. 

## 노래가 사용되는 곳
My will (Original Mix)
- NTV 계열 애니메이션 《이누야샤》 닫는 곡

## 수록곡
| #  | 제목                                           | 작사          | 작곡              | 편곡 | 재생 시간 |
| -- | ---------------------------------------------- | ------------- | ----------------- | ---- | --------- |
| 1. | 〈My will (Original Mix)〉                     | 마츠무로 마이 | y@suo ohtani      |      |           |
| 2. | 〈w · h · y (D-Z DREAM STRIDE MIX)〉           |               |                   |      |           |
| 3. | 〈My will (landscape mix)〉                    |               |                   |      |           |
| 4. | 〈w · h · y (Original Mix)〉                   | 마츠무로 마이 | 쿠와바라 히데아키 |      |           |
| 5. | 〈w · h · y (Dub's Floor Remix Pop Tune 001)〉 |               |                   |      |           |
| 6. | 〈My will (Nocturne Club Mix)〉                |               |                   |      |           |
| 7. | 〈My will〉 (Instrumental)                     |               |                   |      |           |
| 8. | 〈w · h · y〉 (Instrumental)                   |               |                   |      |           |

## 수록 앨범
- Dear… (2001년 2월 28일 발매)

| TV 애니메이션 《이누야샤》 닫는 곡 2000년 10월 16일 (1화) ~ 2001년 3월 19일 (20화) |                   |                                       |
| -                                                                                  | dream 〈My will〉 | 다음 곡: 두 애즈 인피니티 〈깊은 숲〉 |